# Prodotto amalgamato
In algebra il prodotto amalgamato di due gruppi {\displaystyle G} e {\displaystyle H} è un gruppo costruito a partire da questi "identificando" due particolari sottogruppi. 
Il prodotto amalgamato è strettamente connesso con un'operazione analoga usata frequentemente in topologia. L'operazione consiste nella costruzione di uno spazio topologico a partire da due spazi dati, ottenuta identificando due particolari sottospazi.
La connessione fra le due operazioni è fornita dal teorema di Van Kampen.

## Definizione
Siano {\displaystyle G} e {\displaystyle H} due gruppi. Sia {\displaystyle F} un altro gruppo e
{\displaystyle \varphi :F\rightarrow G,\quad \psi :F\rightarrow H.}
due omomorfismi.
Il prodotto amalgamato di {\displaystyle G} e {\displaystyle H} (rispetto a {\displaystyle \varphi } e {\displaystyle \psi }) è il gruppo
{\displaystyle (G*H)/N}
ottenuto come gruppo quoziente del prodotto libero {\displaystyle G*H} per il sottogruppo normale {\displaystyle N} generato da tutte le parole (di due lettere) del tipo
{\displaystyle \varphi (f)\psi (f)^{-1}}
al variare di {\displaystyle f} in {\displaystyle F}.